# 天主教文蒂米利亞-聖雷莫教區
天主教文蒂米利亞-聖雷莫教區（拉丁語：Dioecesis Ventimiliensis-Sancti Romuli），是義大利一個天主教教區。屬熱那亞總教區。
教區包括因佩里亞省西部和庫內奧省南部。2004年有教友150,000人，佔總人口96.5%。有九十九個堂區、司鐸104名。現任教區主教為安多尼·蘇埃塔。

## 歷史
文蒂米利亞教區傳統上被認為始於75年，首任主教是巴拿巴的門徒，而第一位有文獻記載的主教出現於680年。教區原屬米蘭總教區。11世紀教區迎來了聖塞孔多的聖髑，並奉之為教區的主保聖人。
1797年改屬熱那亞，但同年失去了在分別在摩納哥的三個堂區，以及在撒丁尼亞王國的十九個堂區，教區剩下十五個堂區。1806年4月9日又改屬艾克斯總教區。1818年5月30日再由熱那亞管轄。1831年6月20日，教區取回在撒丁尼亞王國的堂區，並伸延至聖雷莫。
教區在1975年7月3日易名至今，同日聖雷莫的聖西羅堂升為副主教座堂。